# Adelobasileus
Adelobasileus is een geslacht van uitgestorven zoogdierachtige cynodonten uit het Laat-Trias (Carnien), ongeveer 225 miljoen jaar geleden. Het is alleen bekend van een gedeeltelijke schedel die is teruggevonden in de Tecovasformatie in het westen van Texas, in het zuiden van de Verenigde Staten, 

## Naamgeving
Spencer G. Lucas benoemde in 1990 de typesoort Adelobasileus cromptoni. De geslachtsnaam is afgeleid van het Grieks adelos, 'duister, verborgen', en basileus, 'koning', een verwijzing naar de verborgen afstammingslijnen die zijn bestaan impliceert. De soortaanduiding eert Alfred Walter Crompton.
Het holotype is NMMNH P12971, een achterste schedel met hersenpan, gevonden bij de Home Creek.

## Fylogenie
Ruwweg eigentijds met de mammaliaform Tikitherium, is Adelobasileus tien miljoen jaar ouder dan de cynodonte families Tritylodontidae en Tritheledontidae. Duidelijke craniale kenmerken, met name de vorm van promontorium rond het slakkenhuis in het oor, suggereren dat Adelobasileus een overgangsvorm is in de kenmerkende transformatie van niet-mammaliaforme cynodonten naar de Mammaliaformes. Om deze reden wordt aangenomen dat het een naaste verwant is van de gemeenschappelijke voorouder van alle moderne zoogdieren. Hoewel in 1990 en 1993 door Lucas geclassificeerd als een zoogdier volgens een op eigenschappen gebaseerde taxonomie, valt het naar moderne inzichten buiten de kroongroep die alle echte zoogdieren bevat.